# 八里崗遺跡
八里崗遺跡（はちりこういせき）は、中国の河南省南陽市鄧州市湍河街道白荘村の八里崗の西北に位置する新石器時代の遺跡。現代からおよそ6800年前のもので、文化層の厚さは3から5m、面積は9万平方m近い。1957年に発見された。1991年から北京大学文博学院考古系と南陽文物研究所による7回目の発掘調査がおこなわれ、1994年には全国十大考古新発見に選出された。2001年、全国重点文物保護単位の指定を受けた。
家屋66基、墓150基あまり、灰坑穴1000カ所あまり、文物標本は1万件あまりが出土している。文化層の堆積は、下から仰韶文化初期・中後期・屈家嶺文化中後期・石家河文化・龍山文化末期の地層が現れている。